# یولیا پرسیلد
یولیا پرسیلد (روسی: Ю́лия Серге́евна Переси́льд؛ زادهٔ ۵ سپتامبر ۱۹۸۴) یک هنرپیشه اهل روسیه است.
از فیلم‌ها یا برنامه‌های تلویزیونی که وی در آن نقش داشته است می‌توان به در مه اشاره کرد.